# Martin Holm
Martin Holm, född 27 oktober 1976 i Hägersten i Stockholm, död där 24 juni 2009, var en svensk thaiboxare som tävlade i K-1. Holm började sin karriär som thaiboxare innan han gick över till att tävla i K-1. I K-1 fightades han mot bland andra Ernesto Hoost, Ray Sefo, Michael McDonald och Glaube Feitosa. År 2004 drog sig Holm tillbaka från tävlandet av personliga skäl. Holm begick självmord i juni 2009 efter att ha drabbats av en psykos som senare utvecklades till schizofreni.

## Meriter

### Resultat
- 69 matcher
- 60 vinster
- 9 förluster
- 43 knockouts

### Titlar
- EM-guld kickboxning 1996
- EM-guld thaiboxning 1997
- VM-guld thaiboxning 1998, 1999
- W.M.C. Pro World Champion, Thai-boxing 1999
- I.F.M.A. Kings Cup Amature World Champion, Thai-boxing 1999
- I.A.M.T.F. Amature European Champion, Thai-boxing 1998
- W.K.A. Amature World Champion, Kick-boxing 1997